# Palmales
Palmales ist eine Ortschaft und eine Parroquia rural („ländliches Kirchspiel“) im Kanton Arenillas der ecuadorianischen Provinz El Oro. Die Parroquia besitzt eine Fläche von 214,3 km². Die Einwohnerzahl lag im Jahr 2010 bei 3244. Die Parroquia Palmales wurde am 31. Dezember 1964 gegründet.

## Lage
Die Parroquia Palmales liegt in den westlichen Ausläufern der Anden im Südwesten von Ecuador. Der Fluss Río Zarumilla fließt entlang der westlichen Verwaltungsgrenze nach Norden und trennt dabei die Parroquia Palmales von Peru. Der 71 m hoch gelegene Hauptort Palmales befindet sich 13 km südsüdwestlich vom Kantonshauptort La Arenillas. Die Fernstraße E25 (Arenillas–Alamor) durchquert das Verwaltungsgebiet und passiert dabei östlich den Hauptort Palmales.
Die Parroquia Palmales grenzt im Westen an Peru, im Nordwesten an die Parroquia Carcabón, im Nordosten an das Municipio von Arenillas, im Süden an die Parroquias San Isidro und El Paraíso sowie an das Municipio von La Victoria (alle drei im Kanton Las Lajas).

## Orte und Siedlungen
Der Hauptort Palmales besteht aus zwei Teilen: Pueblo Nuevo nördlich sowie Palmales Viejo südlich der Quebrada Palmales. Weitere Orte in der Parroquia sind: Voluntad de Dios, Las Mercedes, Tahuin Chico, La Primavera, El Bunque, Dos Quebradas, Nueve de Octubre, Santa Elena, El Guarumo, Unión Lojana, Manabí de El Oro, La Florida, San Pedro, El Rocano und El Progreso.